# Sali Berisha
Sali Ram Berisha (født 15. oktober 1944) er en albansk politiker, der var Albaniens præsident fra 1992 til 1997 og Albaniens premierminister fra 2005 til 2013.

## Biografi
Sali Berishas familie var bønder, selv er han uddannet som læge fra Tiranas Universitet i 1967. Han har specialiseret sig i kardiologi og blev tilknyttet universitetet som forsker; han blev professor i 1989. Han har været på studieophold i Paris og København.

## Berisha i Hoxha-tiden
Det er blevet sagt, at Berisha var Enver Hoxhas hjertelæge, men det har han selv bestridt; han siger, at han kun har mødt Hoxha et par gange.
I slutningen af Hoxha-styrets tid ytrede Berisha sig offentligt for en liberalisering af det politiske liv; på dét tidspunkt var der stadig étpartistyre.

## Demokraterne grundlægges
Han var én af grundlæggerne af Albaniens Demokratiske Parti, der var (og er) et borgerligt orienteret parti med særlig stærk forankring i den nordlige del af Albanien. Ofte er det ikke ideologi, der skiller parterne i Albanien, men geografisk og klanmæssig tilknytning.

## Tiden som præsident fra 1992 til 1997
Berisha blev Albaniens præsident i 1992. Han indsatte i stort omfang loyale personer, ofte personer fra Nordalbanien, på betydelige poster, og samtidig udviklede nepotismen sig – ifølge anerkendte iagttagere som Miranda Vickers og James Pettifer endda i et meget stort omfang.
Karakteristisk for den politiske udvikling i denne periode var en enten-eller-holdning fra begge sider af det politiske spektrum og en markant bipolaritet, dvs. en opdeling af det politiske liv om en demokratisk pol og en socialistisk pol; i overensstemmelse hermed var det almindeligt at vinderen tog alt, hvad der indebar at oppositionen mistede næsten al indflydelse på det landspolitiske niveau.

### Uroen i 1997
I 1997 udbrød der uro i Albanien som tog til i styrke. Den umiddelbare anledning var at en række pyramideforetagender kollapsede, og at mange mistede deres sparepenge. Utilfredsheden førte til omfattende social uro, plyndringer af hærens våbenlagre og nærmest borgerkrigslignende tilstande.
Der blev sendt en italiensk ledet NATO-styrke – med dansk deltagelse – til landet. Dette var med til at skabe en vis ro og til at sikre at der kunne holdes parlamentsvalg. Resultatet af valget blev at flertallet skiftede, at den socialistisk orienterede fysikprofessor Rexhep Meidani blev ny præsident, og at Berisha-fløjen måtte gå i opposition.

### Sali Berisha som leder
Sali Berixha var en enerådig og autokratisk leder, som mere eller mindre bevidst skubbede adskillige fremstående medlemmer ud af partiet, således Neritan Ceka og Genc Pollo, der begge etablerede nye partier i samarbejde med andre udbrydere; Genc Pollo efter at være blevet udmanøvreret som modkandidat i et partiformandsvalg hos Demokraterne (og efter at have beskyldt Berisha for familiemæssig involvering i pyramidekonstruktionerne).

## Boykot af parlamentsarbejdet. Relationer til Kosovo
I den første tid efter valgnederlaget gennemførte Demokraterne en boykot af parlamentsarbejdet, der først ophørte i sensommeren 1999. Det har muligvis været medvirkende til holdningsskiftet, at NATO havde interveneret i Kosovo osv., og at det internationale samfund var kommet meget tættere på.
Berisha har haft gode relationer til Bujar Bukoshi, der gennem flere år var premierminister i en Kosovo albansk eksilregering og med Ibrahim Rugova, der op gennem 1990'erne var illegalt valgt præsident for Kosovo.

### Sali Berisha har flyttet sig
Sali Berisha – og hans parti – har i perioden frem til valget i 2005 flyttet sig langsomt væk fra en alt eller intet-politik, hvilket bl.a. skyldes en massiv og mangesidet påvirkning fra det internationale samfund.

### Dannelse af koalitionsregering i 2005
I modsætning til hvad mange iagttagere ville afvise på forhånd er det lykkedes Sali Berisha at samle en koalitionsregering, at få udarbejdet et avanceret handlingsprogram og at tiltrække flere af dem han tidligere havde frastødt. F.eks. har Genc Pollo accepteret at indtræde som undervisningsminister.

## Fremtiden
Både Verdensbanken og EU, såvel som store enkeltpartnere som Italien og USA har udtrykt sig positivt om det fremtidige samarbejde, men der er også iagttagere, der tvivler på, at Berisha kan gennemføre, hvad han har stillet i udsigt, herunder med hensyn til bekæmpelsen af den omfattende korruption.